# A Gyűrűk Ura: A király visszatér (videójáték)
A Gyűrűk Ura: A király visszatér az azonos című film alapján készült videójáték. Az Electronic Arts adta ki, az EA Games termékcsalád részeként. A játék 2003-ban jelent meg, a filmmel egy időben.
A játék nagyon hasonlít elődjére, A Gyűrűk Ura: A két toronyra, viszont A király visszatért PC-re is kiadták. A király visszatér egy akció/kaland játék, ahol különféle küldetéseket kell teljesíteni 13 interaktív szinten (vagyis gyakorlatilag bármivel érintkezhetünk, a Gyűrű felirata jelzi azokat a tárgyakat, amiket használhatunk, pl. dárda). A feladat teljesítése mellett a játékosnak a rá támadó orkokat kell megölnie.
Ebben a játékban is választhatunk szereplőt, itt viszont az elődhöz képest jóval több főhőst választhatunk ki. A Gyűrű Szövetségének több tagjával is játszhatunk, sőt, ha végigvittük a játékot, három újabb karakter bőrébe bújva mehetünk végig még kettő új pályán. A játékban számos filmbeli színész szinkronizál, és filmjeleneteket, illetve interjúkat is tartalmaz. A zenei aláfestéshez a Howard Shore, a A Gyűrűk Ura: Gyűrű Szövetsége és A Gyűrűk Ura: A két torony című filmekhez komponált zenéit használták fel.

## Történet
|  | Alább a cselekmény részletei következnek! |

A Gyűrűk Ura: A király visszatér a helm-szurdoki csatával kezdődik; Gandalf az utolsó pillanatban megérkezik a száműzött rohírokkal, hogy legyőzze Szarumán Uruk-hai orkjait. A helm-szurdoki csata az emberek győzelmével zárul, ezért Szauron az emberek egy másik erődjére, a gondori Minas Tirithre összpontosít, hogy megtámadhassa azt, mielőtt még a vár őrei felkészülhetnének az ostromra. Gandalf ezalatt Vasudvardba megy, hogy az entek segítségével elárassza Vasudvardot a Vas-folyó vizével, és legyőzze Szarumánt, majd Minas Tirithbe megy, hogy felkészítse a város lakóit az ostromra. Aragornt, Gimlit és Legolast pedig azzal bízza meg, hogy menjenek keresztül a Holtak Ösvényén, és vegyék rá a Holtak Királyát arra, hogy teljesítse régi esküjét, és harcoljon seregével az emberek oldalán. Aragorn, Legolas és Gimli sikerrel járnak, ezért Gondor déli kapuján át Minas Tirithbe mennek, hogy a Holtak Seregével az oldalukon segítsenek Gondornak a Mordor ellen vívott háborúban. Minas Tirith ostromának kimenetele a vár előtti pusztán, Pellennor mezején dől el: miközben a várban Gandalf megállítja az ostromtornyokat és megvédi a civileket, Pelennor mezején Aragorn, Legolas és Gimli segítségével Éowyn megöli a Boszorkányurat és a Holtak serege megnyeri Gondornak a csatát. Miközben Aragorn, Legolas, Gimli és Gandalf a Mordor ellen vívott háborúban vesznek részt, Frodó és Samu, illetve vezetőjük, Gollam sikeresen megszöknek Osgiliathból, azonban Gollam tőrbe csalja a hobbitokat: sikerül szétválasztania Frodót és Samut, és Frodót egy sötét alagútba csalja, ahol egy hatalmas pók, a Banyapók fogságba ejti őt. Gollam terve szerint a Banyapók megölné Frodót, de a Gyűrűt meghagyná neki; azonban Samu közbelép, és súlyosan megsebesíti a Banyapókot, de Frodót halottnak hiszi, ezért hagyja, hogy elvigyék az orkok Cirith Ungol tornyába. Az orkok beszédéből azonban kiderül, hogy Frodó még él, ezért Samu, kihasználva a toronyban lakó orkok belső viszályát, felmegy a torony legtetejébe és megmenti Frodót, így mindketten épségben eljutnak a Végzet Hegyéhez. Hogy időt nyerjen nekik, Aragorn, Gandalf, Legolas és Gimli Gondor hadseregével megtámadják Mordort, és a Fekete Kapu előtt megvívják a Harmadkor utolsó csatáját. Frodót a Vegzet Hegyén megtámadja Gollam, és elveszi tőle a Gyűrűt, azonban Frodónak Samu segítségével sikerül lelöknie Gollamot, aki így a vulkán lángoló katlanába zuhan. A Gyűrű ezáltal elolvad, és Szauron minden hatalmát elveszti. A Harmadkor véget ér Szauron bukásával, és ezzel Gandalf ideje is: az eljövendő nemzedékeknek kell átadnia munkáját.
|  | Itt a vége a cselekmény részletezésének! |

## Szereplők

### Gandalf
Bár Szürke Gandalf a balroggal folytatott harc során a homályba zuhant, mégis visszatért Fehér Gandalfként a halálból, és hasznos tanácsokkal látja el Aragornt; Théodent, Rohan királyát és még Gondor helytartóját, Denethort is, bár ő nem hallgat rá, ezért Gandalfra hárul a feladat, hogy sikerre vigye a Szauronnal folytatott reménytelen harcot. Gandalf a Három Gyűrű egyikének hordozójaként és mágusként óriási hatalommal rendelkezik, bár ezt ő jó célra használja, és soha nem tört egyeduralomra. Szauron benne méltó ellenfélre talált, és Gandalf tudja, hogy Középfölde sorsa Minas Tirithnél dől majd el, de nem feledkezik meg arról sem, hogy fegyvereik erejével nem tudnak győzelmet aratni: minden remény két apró hobbitban van, akik próbálják megtalálni az utat oda, ahová nem vezet út: megpróbálnak eljutni Mordorba.
Gandalf kardjával, Glamdringgal és varázsbotjával az egyik legádázabb ellenfél; botjával nem csak fénysugarat tud kilőni, hanem le is csaphatja azt, amivel az összes közeli ellenséget elpusztíthatja. Különleges képességével védőbuborékot hozhat létre maga körül, ami akkor is árt az orkoknak, ha azok csak hozzáérnek.

### Aragorn
Arathorn fia, Aragorn, más néven Vándor az északi embereknek, a Númenori nép leszármazottainak, a Dúnadánoknak a vezére, és Isildurnak egyenes ági leszármazottja, így Gondor trónja őt illeti. Aragornnak vissza kell térnie Gondorba, hogy a király visszatérjen, mert a Fehér város háború előtt áll. Azonban Aragornnak egy rejtett út van kijelölve: meg kell keresnie a Holtak Királyát, aki egykor elárulta Isildurt, ezért élőhalottként van jelen e földön. A Holtak Királya olyan sereget tud összehívni, ami bármely hadseregnél halálosabb, ha Aragorn engedelmességre bírja őket. Aragornnak a Holtak Seregével kell megakadályoznia, hogy az umbari kalózok elérjenek Minas Tirithbe. Azonban Vándor nincs egyedül e reménytelen helyzetben: segítségére van a bakacsin-erdei tünde, Legolas, és Glóin fia, Gimli, a törp. A Három Bajtárs egymást segítve próbálja meg elpusztítani Mordor felmentőseregét, hogy aztán megvívhassa a Harmadkor legnagyobb csatáját, a Pelennor mezei csatát.
Aragorn fegyvere nem más, mint az újrakovácsolt kétkezes kard, Narsil, amelyik levágta a Gyűrűt Szauron ujjáról. Vándor a fegyvert Andúrilnak, vagyis nyugat lángjának nevezte el, ami nevéhez hűen úgy pusztítja el az orkokat, mint egy végzetes tűzvész. Aragornnak azonban nem csak a kardban rejtőzik az ereje: pontos íjával könnyedén elpusztítja távoli ellenfeleit, és különleges képességével gyorsan kerül Tökéletes Módba (Perfect Mode), és kardja lángot szórva pusztíthatja el a közeli ellenséget.

### Legolas
Legolas Bakacsin-erdő királyának, Thranduilnak a fia. Habár a törpök és a tündék közt ősi ellentét feszül, Legolas és Gimli a legjobb barátok lettek, és egymást segítve küzdenek Középfölde jövőjéért. Még azt is mondják, hogy Legolas és Gimli együtt utaztak el Valinorba a Negyedkor elején.
Legolas éles tünde-szeme elől nem rejtőzhet el senki, Galadrieltől kapott íjával bármelyik orkkal pillanatok alatt végez, azonban nem ez az egyetlen fegyvere: két éles pengével leterítheti a közelben ólálkodó ellenséget, sőt, akár fel is gyújthatja őket lángoló késeivel. Különleges képessége segítségével könnyedén Tökéletes Módba kerülhet.

### Gimli
Gimli apja, Glóin Bilbó útitársaként részt vett a Magányos Hegy visszahódításában és Szmóg kiűzésében, így nem csoda, hogy Gimli is veszélyes kalandokba keveredik. Gimli szívós törp és ádáz harcos, fejszéjével halálos csapásokat mér ellenségére. Legolasszal nagyon jó barátok és igazán tiszteli Galadrielt, ami nagyon furcsa a törpöknél, mivel a törpök és a tündék régóta nem kedvelik egymást. Állítólag Galadriel annyira megkedvelte Gimlit, hogy beengedték a törpöt Valinorba. Azonban a Gyűrűháborúban Gimlire sok munka vár, ha több orkot kíván megölni, mint Legolas, ugyanis a Pelennor mezei csatában van ellenség bőven.
Gimli különleges képessége révén hamar tökéletes módba kerül, és lángra kaphatnak az ellenségei egy különleges fejszecsapástól. A törp szekercét dobhat a távoli orkokra.

### Samu
Samu a gyűrűhordozó, Zsákos Frodó kertésze, akinek eszében sincs elhagyni gazdáját. Bár Samunak helyén van a szíve is és az esze is, nem éppen harcosnak született, azonban a körülmények igazi "tündeharcost" csinálnak belőle. Samu nem bízik meg Gollamban, amikor titkos alagútról beszél, úgy gondolja, Gollam tervez valamit, sőt, meg akarja őket ölni. Ebben a tudatban védelmezi Frodót, miközben a hazaútra is kell gondolnia. Azonban Gollam mielőbb meg akar Samutól szabadulni, hogy könnyebb legyen elszedni a gyűrűt. A játékos feladata az, hogy Gollam ne járjon sikerrel.
Samu a Sírbuckákból vett kardjával komoly ellenfél, és veszély esetén eltakarhatja magát tündeköpenyével. Különleges, mérgező kardcsapása egyszerre több orkot is leteríthet, a távoli ellenségeit tőrrel ölheti meg.

### Frodó
Zsákos Frodó vállát nyomja a legnagyobb teher: a Gyűrű terhe, ami Mordorhoz közelítve szó szerint óriási terhet jelent, amivel egyre nehezebb az úttalan ösvényeket járni. Frodó lehet az egyetlen személy, aki képes lehet elpusztítani a Gyűrűt, azonban nem ismeri az utat, ezért Gollamra bízza magát, aki vissza akarja szerezni az ő "drágaszágát", ezért a Banyapók odújába vezeti hősünket. Frodó azonban nem a biztos halálba menetel, hiszen vele van hűséges kertésze, Csavardi Samu, aki mindig ott van, hogy megmentse Frodót a haláltól.
Frodó kardja az a Fullánk, amit Bilbó talált a trollbarlangban, amikor a Magányos hegy felé tartott tizenhárom társával. A kard kéken ragyog, ha orkok ólálkodnak a közelben, és mérgező csapást is lehet vele mérni az ellenségre. Frodó el tud rejtőzni a kíváncsi szemek elől tündeköpenye segítségéve, és a távoli ellenségekre tőrt tud hajítani.

## Irányítás
| Alapértelmezett Billentyűzet/Egér Irányítás: |
| W - Szereplő mozgatása                       |
| Bal egérgomb - Gyors ütés                    |
| Jobb egérgomb - Ádáz ütés                    |
| LCTRL - Fizikai Támadás                      |
| Q - Hárítás                                  |
| Szóköz – Földre esett ellenfél megölése      |
| Bal Shift - Távolraható fegyver elővétele    |
| Tab - Hátraugrás                             |
| E - Akció                                    |
| F5 - Speciális képesség                      |
| F3 - 1p/2p Játékosjelző kapcsolója           |
| F1 - Segítség                                |
| Esc - Játékmenü                              |

| Alapértelmezett Csak Billentyűzet Irányítás: |
| W – Mozgás előre                             |
| S – Mozgás hátra                             |
| A – Mozgás balra                             |
| D – Mozgás jobbra                            |
| NUM 2 - Gyors ütés                           |
| NUM 8 - Ádáz ütés                            |
| NUM 6 - Fizikai Támadás                      |
| NUM 4 - Hárítás                              |
| Szóköz – Földre esett ellenfél megölése      |
| Bal Shift - Távolraható fegyver elővétele    |
| Tab - Hátraugrás                             |
| E - Akció                                    |
| F5 - Speciális képesség                      |
| F3 - 1p/2p Játékosjelző kapcsolója           |
| F1 - Segítség                                |
| Esc - Játékmenü                              |

### Gyors ütés
Ezzel az ütéssel gyorsan tehetsz kárt a rád rontó orkokban. A gyors ütéssel a sérülést is elkerülheted.

### Ádáz ütés
Ez az ütés ugyan lassabb a gyors támadásnál, de csak ezzel robbanthatjuk szét az ellenség pajzsát. Ha hosszan lenyomva tartod, különleges támadást indíthatsz, de csak akkor, ha megvetted a szükséges fejlesztést.

### Fizikai támadás
Ez a támadás a hobbitoknál lökést, Aragornnál lépést, Gandalfnál ütést a bottal, Legolassal rúgást, Gimlivel pedig ugrást jelent. Provokálja az ellenfelet, ami az Orkok Veszténél jó (ha megvetted a fejlesztést), vagy létrákat lehet vele ledönteni.

### Akció
Ezzel a lépéssel tárgyakat használhatsz, például dárdát hajíthatsz el vagy kapukat nyithatsz ki. A tárgyakat a Gyűrű felirata jelöli.

### Hárítás
Az orkok ütéseit háríthatod el vele, de bizonyos ütéssorozathoz is felhasználhatod.

### Távolra támadás
Ez lehet nyílvessző, szekerce, tőr, de akár fénynyaláb is. A Shift gombbal kell erre a fegyverre váltani, és a gyors ütés gombbal kell ellőni a fegyvert.

### Különleges képesség
A különleges képesség valamilyen előnyt jelent (pl. támadás, védelem,). Használatkor egy mutató kifehéredik, és meg kell várni, hogy újra színes legyen a kép, csak akkor lehet újra használni a képességet.

### Hátraugrás
Ha sok az ellenség, vagy egy trollt akarsz megölni, így el tudod kerülni a sérülést.

### Földre esett ellenfél ledöfése
Ha az ellenséged elesik, akkor a kardodat beledöfheted a gyomrába, így azonnal megölöd őt.

## A szintek
| A játék kezdete                                                 | A játék kezdete                                                 | A játék kezdete                                                 | A játék kezdete                       |
| --------------------------------------------------------------- | --------------------------------------------------------------- | --------------------------------------------------------------- | ------------------------------------- |
| A helm-szurdoki csata Gandalfot irányíthatod.                   |                                                                 |                                                                 |                                       |
| A Mágus útja                                                    | A Mágus útja                                                    | A Király útja                                                   | A Hobbitok útja                       |
| Út Vasudvardba Főellenség: A Vas-folyó gátja                    | Út Vasudvardba Főellenség: A Vas-folyó gátja                    | A Holtak ösvénye Főellenség: A Holtak Királya                   | Kijutás Osgiliath-ból                 |
| Minas Tirith                                                    | A falakon                                                       | Déli Kapu                                                       | A Banyapók Odúja Főellenség: Banyapók |
| Minas Tirith                                                    | Udvar                                                           | A Pelennor mezei csata Főellenség: a Boszorkányúr               | Cirith Ungol Főellenség: Gorbag       |
| Csata a Fekete Kapunál Főellenség: Szauron Szája, és a Nazgûlok | Csata a Fekete Kapunál Főellenség: Szauron Szája, és a Nazgûlok | Csata a Fekete Kapunál Főellenség: Szauron Szája, és a Nazgûlok | A Végzet Hegye Főellenség: Gollam     |
| Extra szintek: Szarumán Palantírja és Szauron Palantírja        |                                                                 |                                                                 |                                       |

### A helm-szurdoki csata
Öld meg a pajzs nélküli orkokat, majd a pajzsos uruk-haiokat, aztán segíts Legolasnak a falon. Végül mássz le és a katapultok segítségével tisztítsd meg Kürtvár hídját.

### Út Vasudvardba
A Vas-folyó Gátjához kell eljutnod, miközben megölöd a rád támadó Uruk-hai orkokat, segítesz az enteknek megtisztítani az orkoktól egy völgyet és összedöntöd az íjászok tornyait. A pálya végén megvédened a gátat széttörő entet.

### Minas Tirith: A falakon
Arra kell a pályán vigyázni, hogy ne özönöljenek el az orkok, ezt úgy éred el, hogy fizikai támadással ledöntöd a létrákat, lemészárlod az orkokat, és katapulttal, illetve varázslattal szétbombázod az ostromtornyokat. A pálya végén odaér a falhoz egy ostromtorony. Le kell döntened az ostromtornyot és le kell mészárolnod a maradék orkot. Végül le kell sietned a kapuhoz, hogy egy látványos jelenetben betörjék a kaput Grond-dal.

### Minas Tirith: Udvar
A pályán az a fő célod, hogy kétszáz asszonyt felküldj a felsőbb szintekre, és megakadályozd, hogy az orkok lemészárolják őket. A feladatod során számtalan pajzsos ork, páncélos ork-kapitány és troll vár arra, hogy Gandalf a kelleténél előbb kerüljön Valinorba.

### A Holtak ösvénye
Végig kell menned a Holtak ösvényén, ahol az életre kelt holtakat kell legyőznöd, míg végül eljutsz a Holtak Királyához, de vele csak a következő pályán találkozol.

### A Holtak Királya
Le kell győznöd a Holtak Királyát, aki a vereséget nem ismeri el, hanem beomlasztja az ösvényt, tehát nagyon gyorsan kell a játékosnak kimenekülnie, azonban ezt számtalan élőholt próbálja megakadályozni.

### A Déli Kapu
A pálya elején éppen átmenne Aragorn, Legolas, és Gimli, azonban egy troll állja útjukat, és orkok özönlik el a mezőt. Meg kell ölnöd a trollt, és az orkokat is, hogy hozzáférj a katapulthoz, amivel utat csinálsz magadnak a kapu tetejére a torony ledöntésével. A kapu tetején is van troll, azt is meg kell ölni, aztán egy olifánt is feltűnik, amit nyílvesszőkkel tud a játékos ártalmatlanná tenni. Miután kidőlt az olifánt, ki kell nyitnod a kaput, és le kell forráznod őket egy üstnyi forró olajjal, így tiszta terepen tudsz átmenni a kapun, hogy segíthess a rohíroknak.

### Pelennor Mezeje
60 orkot vagy keletlakót kell ahhoz megölnöd, hogy észrevedd Éowyn-t és Trufát, akiket meg kell védened az olifántoktól. Ehhez fel kell menned arra a dombra, amelyikhez közelebb van az olifánt. Minden egyes olifánt megölésénél Éowynékat megtámadja a Boszorkányúr, akinek a pokolkeselyűjét kell lenyilaznod. Ha lenyilaztad a pokolkeselyűt, Éowyn megöli a Boszorkányurat és a holtak megtisztítják a csatateret az ellenségtől.

### A Fekete Kapu
Meg kell ölnöd Szauron Száját, utána három, jelzett életerővel rendelkező orkot kell megölnöd, miközben arra is kell ügyelned, hogy a Szövetség többi tagja se haljon meg. Természetesen fel tudod őket gyógyítani, ha közel mész hozzájuk. Ha meghalt három jelzett ork, akkor minden irányból támadni fog ellenség, és így kell a másik három jelzett orkot megölnöd. Ezek után rád támad három Nazgûl, akiket tűzzel lehet megölni, illetve gyengék a felfejlesztett nyílvesszőkkel szemben is.

### Menekülés Osgiliath-ból
Ki kell jutnod Osgiliathból, azonban vigyáznod kell, mert nyílt terepen elviheti Frodót egy Nazgûl, ezért fél szemed tartsd a mérőn.

### A Banyapók odúja
Meg kell keresned Frodót, és meg kell küzdened a Banyapókkal. A pókhálókat a fáklyákkal égetheted szét.

### Cirith Ungol
Nyolcvan orkot kell ahhoz megölnöd, hogy feljuthass akadály nélkül abba a toronyba, ahol Frodót őrzik. Azonban a toronyban meg kell küzdened Gorbaggal is. Őt úgy ütheted ki, hogy amikor pajzsot vesz fel, kétszer meg kell dobnod lándzsával. Ettől elkábul egy időre. Addig tudod őt megsebesíteni, amíg magához nem tér.

### A Végzet Hegye
Meg kell próbálnod visszavenni a Gyűrűt Gollamtól. Ha közel áll a meredélyhez, gyors ütést, majd ádáz ütést kell alkalmaznod, aztán az elesett ellenség ledöfését kell használnod. Ezt addig kell végigcsinálnod, amíg Gollam bele nem esik a lávába.

### Szarumán Palantírja
A húsz hullámban támadó ellenséget kell legyőznöd.

### Szauron Palantírja
Meg kell küzdened a húsz hullámban támadó ellenséggel. Ez a szint csak akkor érhető el, ha Samu, Gandalf és Aragorn, Legolas vagy Gimli eléri a 10. szintet.

## A filmes szinkronról
A legtöbb szereplő hangját a filmben játszó színészek kölcsönzik, azonban Aragorn és Legolas szinkronhangjai nem Viggo Mortensen és Orlando Bloom voltak.
Gandalf – Sir Ian McKellen

Gimli – John Rhys-Davies

Frodo – Elijah Wood

Samu – Sean Astin

Faramir – David Wenham

Pippin – Billy Boyd

Trufa – Dominic Monaghan

## Fejlesztések
A fejlesztéseket egy-egy szint teljesítése után vásárolhatod meg a megölt orkok után járó tapasztalati pontokból. Minél jobb a minősítésed, annál több pontot kapsz (tökéletes minősítésért kapod a legtöbbet). Jobb minősítést úgy érhetsz el, hogy nem sérülsz meg, és közben többször megütöd az ellenfeled. Négyféle minősítés van: gyenge (fair), jó (good), nagyszerű (excellent), tökéletes (perfect). Bizonyos fejlesztés használatával azonnal tökéletes minősítést kaphatsz.
Kétfée fejlesztés létezik: Karakter fejlesztés és Szövetség fejlesztés. Az előbbit csak egy karakter, az utóbbit az összes, a megfelelő szintet elérő szereplő megkapja.

### Gandalf
| Szint | Név                        | Billentyűkombináció                            | Hatás                                                                                   | Karakter | Szövetség |
| ----- | -------------------------- | ---------------------------------------------- | --------------------------------------------------------------------------------------- | -------- | --------- |
| 2     | Orc Bane                   | védés+elesett ellenfél leszúrása               | A kisebb orkok azonnal meghalnak; tökéletes minősítést kapsz                            | 5,000    | 8,000     |
| 2     | Fog of War                 | Ádáz ütés hosszan                              | A környezetedben minden ellenfél megsérül                                               | 4,000    | N/A       |
| 2     | Strength of Stone          | -                                              | Állandó életerő-növelés                                                                 | 5,000    | 15,000    |
| 2     | Orc Hewer                  | Gyors ütés kétszer és ádáz ütés                | Pajzs nélküli ellenfeleddel tudsz gyorsan végezni                                       | 1,000    | 3,000     |
| 2     | Final Judgement            | Gyors ütés+lökés+elesett ellenfél leszúrása    | Pajzs nélküli ellenséged ellököd, majd leszúrod.                                        | 5,000    | 8,000     |
| 3     | Wizard's Power             | Különleges képesség gomb                       | Pajzs keletkezik Gandalf körül egy időre.                                               | 3,500    | N/A       |
| 3     | Rising Revenge             | Gyors ütés                                     | Ha Gandalf elesik, felkelésekor megüti az ellenséget                                    | 10,000   | 20,000    |
| 3     | Light of the Pilgrim       | Távolra támadás                                | További sérülést okoz az ellenfélnek (megrázza kissé az áram)                           | 5,000    | N/A       |
| 4     | Wrath of Anor              | Ádáz ütés hosszan                              | Erősebb a Fog of War-nál                                                                | 5,000    | N/A       |
| 4     | Balrog's Gambit            | Gyors ütés, lökés, ádáz ütés                   | Azok ellen az ellenfelek ellen jó, akik nem esnek el a Final Judgement-től              | 5,000    | 8,000     |
| 5     | Warrior Bane               | védés+elesett ellenfél ledöfése                | A gonosz emberek ellen használandó. Hatása megegyezik az Orc Bane-nel                   | 7,000    | 10,000    |
| 5     | Strength of Iron           | -                                              | Állandó életerő-növelés                                                                 | 5,000    | 15,000    |
| 5     | Light of the Forges        | Távolra támadás                                | További sérülést okoz az ellenfélnek (felgyújtja)                                       | 5,500    | N/A       |
| 5     | Dark Deliverance           | Ádáz ütés, kétszer gyors ütés, végül ádáz ütés | Pajzsos ellenféllel szemben nagyon jó ütéskombináció                                    | 7,000    | 11,000    |
| 6     | Flame of Udun              | Ádáz ütés hosszan                              | Erősebb a Wrath of Anor-nál                                                             | 7,000    | N/A       |
| 6     | Shield Cleaver             | Ádáz ütés kétszer, lökés és ádáz ütés          | Pajzsos ellenfél pajzsát széttöri, az ellenfeled ellöki, és végez vele ez a kombináció. | 7,000    | 11,000    |
| 7     | Bane of Sauron             | védés+elesett ellenfél ledöfése                | A nagy orkok ellen használandó. Hatása megegyezik az Orc Bane-nel                       | 9,000    | 12,000    |
| 7     | Power of the Palantir      | Különleges képesség gomb                       | Erősebb a Wizard's Power-nél                                                            | 7,000    | N/A       |
| 8     | Lightning Strike           | Gyors ütés, Ádáz ütés, kétszer gyors ütés      | Villámgyors kombó sok ellenfél ellen.                                                   | 7,000    | 11,000    |
| 8     | Killing Zone               | -                                              | Hosszabb ideig maradsz tökéletes módban                                                 | 10,000   | 20,000    |
| 8     | Strength of the Fellowship | -                                              | Állandó életerő-növelés                                                                 | 5,000    | 15,000    |
| 9     | Helm's Hammer              | Ádáz ütés háromszor                            | A legjobb kombináció pajzsos ellenfél legyőzésére                                       | 12,000   | 20,000    |
| 10    | Swift Justice              | Gyors ütés négyszer                            | A legjobb kombináció pajzsnélküli ellenfél legyőzésére                                  | 12,000   | 20,000    |
| 10    | Enchantment of the Havens  | -                                              | Erősebb lesz tőle a Távolra támadás és a varázslat (pl. Flame of Udun)                  | 10,500   | N/A       |
| 10    | Power of the Istari        | Különleges képesség gomb                       | Erősebb a Power of the Palantír-nál                                                     | 25,000   | N/A       |
| 10    | Light of the Valar         | Távolra támadás                                | A fénynyaláb áthalad az ellenfelen.                                                     | 7,000    | N/A       |

### Aragorn
| Szint | Név                        | Billentyűkombináció                            | Hatás                                                                                   | Karakter | Szövetség |
| ----- | -------------------------- | ---------------------------------------------- | --------------------------------------------------------------------------------------- | -------- | --------- |
| 2     | Orc Bane                   | védés+elesett ellenfél leszúrása               | A kisebb orkok azonnal meghalnak; tökéletes minősítést kapsz                            | 5,000    | 8,000     |
| 2     | Ranger Fury                | Ádáz ütés hosszan                              | A környezetedben minden ellenfél megsérül                                               | 4,000    | N/A       |
| 2     | Orc Hewer                  | Gyors ütés kétszer és ádáz ütés                | Pajzs nélküli ellenfeleddel tudsz gyorsan végezni                                       | 1,000    | 3,000     |
| 2     | Final Judgement            | Gyors ütés+lökés+elesett ellenfél leszúrása    | Pajzs nélküli ellenséged ellököd, majd leszúrod.                                        | 5,000    | 8,000     |
| 3     | Dunedain Arrows            | Távolra támadás                                | Megnöveli a nyílvesszők erejét                                                          | 5,000    | N/A       |
| 3     | Gondorian Sword Master     | Különleges képesség gomb                       | Hamarabb tökéletes módba kerül Aragorn                                                  | 3,500    | N/A       |
| 3     | Strength of Stone          | -                                              | Állandó életerő-növelés                                                                 | 5,000    | 15,000    |
| 3     | Rising Revenge             | Gyors ütés                                     | Ha Aragorn elesik, felkelésekor megüti az ellenséget                                    | 10,000   | 20,000    |
| 4     | Wilderness Rage            | Ádáz ütés hosszan                              | Erősebb a Ranger Fury-nál                                                               | 5,000    | N/A       |
| 4     | Balrog's Gambit            | Gyors ütés, lökés, ádáz ütés                   | Azok ellen az ellenfelek ellen jó, akik nem esnek el a Final Judgement-től              | 5,000    | 8,000     |
| 5     | Warrior Bane               | védés+elesett ellenfél ledöfése                | A gonosz emberek ellen használandó. Hatása megegyezik az Orc Bane-nel                   | 7,000    | 10,000    |
| 5     | Strength of Iron           | -                                              | Állandó életerő-növelés                                                                 | 5,000    | 15,000    |
| 5     | Dark Deliverance           | Ádáz ütés, kétszer gyors ütés, végül ádáz ütés | Pajzsos ellenféllel szemben nagyon jó ütéskombináció                                    | 7,000    | 11,000    |
| 6     | Wrath of Numernor          | Ádáz ütés hosszan                              | Kis tűlabdákat is szétdob Andúril, nemcsak lángol                                       | 7,000    | N/A       |
| 6     | Rivendell Arrows           | Távolra támadás                                | További sérülést okoz az ellenfélnek                                                    | 5,500    | N/A       |
| 6     | Strength of the Fellowship | -                                              | Állandó életerő-növelés                                                                 | 5,000    | 15,000    |
| 6     | Shield Cleaver             | Ádáz ütés kétszer, lökés és ádáz ütés          | Pajzsos ellenfél pajzsát széttöri, az ellenfeled ellöki, és végez vele ez a kombináció. | 7,000    | 11,000    |
| 7     | Bane of Sauron             | védés+elesett ellenfél ledöfése                | A nagy orkok ellen használandó. Hatása megegyezik az Orc Bane-nel                       | 9,000    | 12,000    |
| 7     | Kingmaker                  | Különleges képesség gomb                       | Erősebb a Gondorian Sword Master-nél                                                    | 7,000    | N/A       |
| 8     | Mithril Arrows             | Távolra támadás                                | Felgyújtja az ellenfeled.                                                               | 7,000    | N/A       |
| 8     | Lightning Strike           | Gyors ütés, Ádáz ütés, kétszer gyors ütés      | Villámgyors kombó sok ellenfél ellen.                                                   | 7,000    | 11,000    |
| 8     | Killing Zone               | -                                              | Hosszabb ideig maradsz tökéletes módban                                                 | 10,000   | 20,000    |
| 9     | Helm's Hammer              | Ádáz ütés háromszor                            | A legjobb kombináció pajzsos ellenfél legyőzésére                                       | 12,000   | 20,000    |
| 10    | Swift Justice              | Gyors ütés négyszer                            | A legjobb kombináció pajzsnélküli ellenfél legyőzésére                                  | 12,000   | 20,000    |
| 10    | Strength of the Evenstar   | Különleges képesség gomb                       | A legerősebb különleges képesség                                                        | 10,500   | N/A       |
| 10    | Sword Mastery of Kings     | -                                              | Erősebb lesz tőle a Gyors ütés                                                          | 25,000   | N/A       |

### Legolas
| Szint | Név                        | Billentyűkombináció                            | Hatás                                                                                   | Karakter | Szövetség |
| ----- | -------------------------- | ---------------------------------------------- | --------------------------------------------------------------------------------------- | -------- | --------- |
| 2     | Orc Bane                   | védés+elesett ellenfél leszúrása               | A kisebb orkok azonnal meghalnak; tökéletes minősítést kapsz                            | 5,000    | 8,000     |
| 2     | Mirkwood Arrows            | Távolra támadás                                | Megnöveli a nyílvesszők erejét                                                          | 5,000    | N/A       |
| 2     | Orc Hewer                  | Gyors ütés kétszer és ádáz ütés                | Pajzs nélküli ellenfeleddel tudsz gyorsan végezni                                       | 1,000    | 3,000     |
| 2     | Final Judgement            | Gyors ütés+lökés+elesett ellenfél leszúrása    | Pajzs nélküli ellenséged ellököd, majd leszúrod.                                        | 5,000    | 8,000     |
| 3     | Light of Lothlorien        | Különleges képesség gomb                       | Hamarabb tökéletes módba kerül Legolas                                                  | 3,500    | N/A       |
| 3     | Strength of Stone          | -                                              | Állandó életerő-növelés                                                                 | 5,000    | 15,000    |
| 3     | Rising Revenge             | Gyors ütés                                     | Ha Legolas elesik, felkelésekor megüti az ellenséget                                    | 10,000   | 20,000    |
| 4     | Elven Fury                 | Ádáz ütés hosszan                              | Legolas környezetében minden ellenfél megsérül                                          | 4,000    | N/A       |
| 4     | Balrog's Gambit            | Gyors ütés, lökés, ádáz ütés                   | Azok ellen az ellenfelek ellen jó, akik nem esnek el a Final Judgement-től              | 5,000    | 8,000     |
| 5     | Warrior Bane               | védés+elesett ellenfél ledöfése                | A gonosz emberek ellen használandó. Hatása megegyezik az Orc Bane-nel                   | 7,000    | 10,000    |
| 5     | Lothlorien Arrows          | Távolra támadás                                | További sérülést okoz az ellenfélnek                                                    | 5,500    | N/A       |
| 5     | Dark Deliverance           | Ádáz ütés, kétszer gyors ütés, végül ádáz ütés | Pajzsos ellenféllel szemben nagyon jó ütéskombináció                                    | 7,000    | 11,000    |
| 5     | Strength of Iron           | -                                              | Állandó életerő-növelés                                                                 | 5,000    | 15,000    |
| 6     | Shield Cleaver             | Ádáz ütés kétszer, lökés és ádáz ütés          | Pajzsos ellenfél pajzsát széttöri, az ellenfeled ellöki, és végez vele ez a kombináció. | 7,000    | 11,000    |
| 7     | Bane of Sauron             | védés+elesett ellenfél ledöfése                | A nagy orkok ellen használandó. Hatása megegyezik az Orc Bane-nel                       | 9,000    | 12,000    |
| 7     | Arrows of the Valar        | Távolra támadás                                | Erősebb a Lothlorien Arrows-nál                                                         | 7,000    | N/A       |
| 7     | Galadriel's Gift           | Különleges képesség gomb                       | Erősebb a Light of Lothlorien-nél                                                       | 7,000    | N/A       |
| 8     | Elrond's Rage              | Ádáz ütés hosszan                              | Felgyújtja a közeli ellenségeket                                                        | 5,000    | N/A       |
| 8     | Lightning Strike           | Gyors ütés, Ádáz ütés, kétszer gyors ütés      | Villámgyors kombó sok ellenfél ellen.                                                   | 7,000    | 11,000    |
| 8     | Strength of the Fellowship | -                                              | Állandó életerő-növelés                                                                 | 5,000    | 15,000    |
| 8     | Killing Zone               | -                                              | Hosszabb ideig maradsz tökéletes módban                                                 | 10,000   | 20,000    |
| 9     | Helm's Hammer              | Ádáz ütés háromszor                            | A legjobb kombináció pajzsos ellenfél legyőzésére                                       | 12,000   | 20,000    |
| 9     | Mithril Arrows             | Távolra támadás                                | Átmegy az ellenfélen a nyílvessző.                                                      | 10,500   | N/A       |
| 10    | Swift Justice              | Gyors ütés négyszer                            | A legjobb kombináció pajzsnélküli ellenfél legyőzésére                                  | 12,000   | 20,000    |
| 10    | Elven Bow Mastery          | -                                              | Egyszerre két nyílvesszőt lő ki Legolas                                                 | 25,000   | N/A       |

### Gimli
| Szint | Név                        | Billentyűkombináció                            | Hatás                                                                                   | Karakter | Szövetség |
| ----- | -------------------------- | ---------------------------------------------- | --------------------------------------------------------------------------------------- | -------- | --------- |
| 2     | Orc Bane                   | védés+elesett ellenfél leszúrása               | A kisebb orkok azonnal meghalnak; tökéletes minősítést kapsz                            | 5,000    | 8,000     |
| 2     | Dwarven Fury               | Ádáz ütés hosszan                              | Gimli környezetében minden ellenfél megsérül                                            | 4,000    | N/A       |
| 2     | Orc Hewer                  | Gyors ütés kétszer és ádáz ütés                | Pajzs nélküli ellenfeleddel tudsz gyorsan végezni                                       | 1,000    | 3,000     |
| 2     | Final Judgement            | Gyors ütés+lökés+elesett ellenfél leszúrása    | Pajzs nélküli ellenséged ellököd, majd leszúrod.                                        | 5,000    | 8,000     |
| 3     | Lonely Mountain Lore       | Különleges képesség gomb                       | Hamarabb tökéletes módba kerül Gimli                                                    | 3,500    | N/A       |
| 3     | Strength of Stone          | -                                              | Állandó életerő-növelés                                                                 | 5,000    | 15,000    |
| 3     | Rising Revenge             | Gyors ütés                                     | Ha Gimli elesik, felkelésekor megüti az ellenséget                                      | 10,000   | 20,000    |
| 4     | Mountain Rage              | Ádáz ütés hosszan                              | Felgyújtja a közeli ellenségeket                                                        | 5,000    | N/A       |
| 4     | Balrog's Gambit            | Gyors ütés, lökés, ádáz ütés                   | Azok ellen az ellenfelek ellen jó, akik nem esnek el a Final Judgement-től              | 5,000    | 8,000     |
| 5     | Warrior Bane               | védés+elesett ellenfél ledöfése                | A gonosz emberek ellen használandó. Hatása megegyezik az Orc Bane-nel                   | 7,000    | 10,000    |
| 5     | Erebor Axes                | Távolra támadás                                | Megnöveli a szekercék erejét                                                            | 5,000    | N/A       |
| 5     | Strength of Iron           | -                                              | Állandó életerő-növelés                                                                 | 5,000    | 15,000    |
| 5     | Dark Deliverance           | Ádáz ütés, kétszer gyors ütés, végül ádáz ütés | Pajzsos ellenféllel szemben nagyon jó ütéskombináció                                    | 7,000    | 11,000    |
| 6     | Wrath of Moria             | Ádáz ütés hosszan                              | Nemcsak felgyújtja az ellenfeleket, hanem tűzgolyókat is szétrepít                      | 7,000    | N/A       |
| 6     | Shield Cleaver             | Ádáz ütés kétszer, lökés és ádáz ütés          | Pajzsos ellenfél pajzsát széttöri, az ellenfeled ellöki, és végez vele ez a kombináció. | 7,000    | 11,000    |
| 7     | Bane of Sauron             | védés+elesett ellenfél ledöfése                | A nagy orkok ellen használandó. Hatása megegyezik az Orc Bane-nel                       | 9,000    | 12,000    |
| 7     | Moria Axes                 | Távolra támadás                                | További sérülést okoz az ellenfélnek                                                    | 5,500    | N/A       |
| 7     | Axe Mastery of Kings       | Különleges képesség gomb                       | Erősebb a Lonely Mountain Lore-nál                                                      | 7,000    | N/A       |
| 7     | Strength of the Fellowship | -                                              | Állandó életerő-növelés                                                                 | 5,000    | 15,000    |
| 8     | Lightning Strike           | Gyors ütés, Ádáz ütés, kétszer gyors ütés      | Villámgyors kombó sok ellenfél ellen.                                                   | 7,000    | 11,000    |
| 8     | Strength of Gloin          | -                                              | Állandó életerő-növelés                                                                 | 5,000    | N/A       |
| 8     | Killing Zone               | -                                              | Hosszabb ideig maradsz tökéletes módban                                                 | 10,000   | 20,000    |
| 9     | Helm's Hammer              | Ádáz ütés háromszor                            | A legjobb kombináció pajzsos ellenfél legyőzésére                                       | 12,000   | 20,000    |
| 10    | Swift Justice              | Gyors ütés négyszer                            | A legjobb kombináció pajzsnélküli ellenfél legyőzésére                                  | 12,000   | 20,000    |
| 10    | Strength of Khazad-dum     | -                                              | Állandó életerő-növelés                                                                 | 5,000    | N/A       |
| 10    | Dwarven Axe Mastery        | -                                              | Erősebb az Ádáz ütés                                                                    | 25,000   | N/A       |

### Samu és Frodó
| Szint | Név                        | Billentyűkombináció                            | Hatás                                                                                   | Karakter | Szövetség |
| ----- | -------------------------- | ---------------------------------------------- | --------------------------------------------------------------------------------------- | -------- | --------- |
| 2     | Orc Bane                   | védés+elesett ellenfél leszúrása               | A kisebb orkok azonnal meghalnak; tökéletes minősítést kapsz                            | 5,000    | 8,000     |
| 2     | Orc Hewer                  | Gyors ütés kétszer és ádáz ütés                | Pajzs nélküli ellenfeleddel tudsz gyorsan végezni                                       | 1,000    | 3,000     |
| 2     | Final Judgement            | Gyors ütés+lökés+elesett ellenfél leszúrása    | Pajzs nélküli ellenséged ellököd, majd leszúrod.                                        | 5,000    | 8,000     |
| 3     | Poison Blade               | Ádáz ütés hosszan                              | A hobbitok környezetében minden ellenfél megsérül                                       | 4,000    | N/A       |
| 3     | Cloak of Haldir            | Különleges képesség gomb                       | Egy ideig láthatatlan lesz Samu/Frodó                                                   | 3,500    | N/A       |
| 3     | Rising Revenge             | Gyors ütés                                     | Ha Gimli elesik, felkelésekor megüti az ellenséget                                      | 10,000   | 20,000    |
| 3     | Strength of Stone          | -                                              | Állandó életerő-növelés                                                                 | 5,000    | 15,000    |
| 4     | Balrog's Gambit            | Gyors ütés, lökés, ádáz ütés                   | Azok ellen az ellenfelek ellen jó, akik nem esnek el a Final Judgement-től              | 5,000    | 8,000     |
| 5     | Warrior Bane               | védés+elesett ellenfél ledöfése                | A gonosz emberek ellen használandó. Hatása megegyezik az Orc Bane-nel                   | 7,000    | 10,000    |
| 5     | Cloud of Shadow            | Ádáz ütés hosszan                              | Erősebb a Poison Blade-nél                                                              | 5,000    | N/A       |
| 5     | Poison Daggers             | Távolra támadás                                | Megnöveli a tőrök erejét                                                                | 5,000    | N/A       |
| 5     | Strength of Iron           | -                                              | Állandó életerő-növelés                                                                 | 5,000    | 15,000    |
| 5     | Dark Deliverance           | Ádáz ütés, kétszer gyors ütés, végül ádáz ütés | Pajzsos ellenféllel szemben nagyon jó ütéskombináció                                    | 7,000    | 11,000    |
| 6     | Cloak of Celeborn          | Különleges képesség gomb                       | Erősebb a Cloak of Haldir-nál                                                           | 7,000    | N/A       |
| 6     | Shield Cleaver             | Ádáz ütés kétszer, lökés és ádáz ütés          | Pajzsos ellenfél pajzsát széttöri, az ellenfeled ellöki, és végez vele ez a kombináció. | 7,000    | 11,000    |
| 6     | Bane of Sauron             | védés+elesett ellenfél ledöfése                | A nagy orkok ellen használandó. Hatása megegyezik az Orc Bane-nel                       | 9,000    | 12,000    |
| 7     | Strength of the Fellowship | -                                              | Állandó életerő-növelés                                                                 | 5,000    | 15,000    |
| 7     | Morgul Daggers             | Távolra támadás                                | További sérülést okoz az ellenfélnek                                                    | 5,500    | N/A       |
| 8     | Lightning Strike           | Gyors ütés, Ádáz ütés, kétszer gyors ütés      | Villámgyors kombó sok ellenfél ellen.                                                   | 7,000    | 11,000    |
| 8     | Killing Zone               | -                                              | Hosszabb ideig maradsz tökéletes módban                                                 | 10,000   | 20,000    |
| 8     | Halfling Strength          | -                                              | Állandó életerő-növelés                                                                 | 5,000    | N/A       |
| 9     | Cloud of Rage              | Ádáz ütés hosszan                              | A legerősebb mérgező támadás                                                            | 7,000    | N/A       |
| 9     | Helm's Hammer              | Ádáz ütés háromszor                            | A legjobb kombináció pajzsos ellenfél legyőzésére                                       | 12,000   | 20,000    |
| 10    | Swift Justice              | Gyors ütés négyszer                            | A legjobb kombináció pajzsnélküli ellenfél legyőzésére                                  | 12,000   | 20,000    |
| 10    | Cloak of Galadriel         | Különleges képesség gomb                       | A legerősebb különleges képesség                                                        | 10,500   | N/A       |
| 10    | Strength of the Gaffer     | -                                              | Erősebbek az ütéseid, ha hátba támadod az ellenséged                                    | 25,000   | N/A       |
| 10    | Baggins Strength           | -                                              | Állandó életerő-növelés                                                                 | 5,000    | N/A       |

Trufának és Pippinnek ugyanazok a fejlesztései, mint Samunak, Faramir fejlesztései pedig Aragornéival egyeznek meg.

## Fordítás
- Ez a szócikk részben vagy egészben  a   The Lord of the Rings: The Return of the King (video game) című angol Wikipédia-szócikk fordításán alapul.  Az eredeti cikk szerkesztőit annak laptörténete sorolja fel. Ez a jelzés csupán a megfogalmazás eredetét és a szerzői jogokat jelzi, nem szolgál a cikkben szereplő információk forrásmegjelöléseként.